# Raudinei Anversa Freire
Raudinei Anversa Freire (Echaporã, 18 de julho de 1965) é um ex-futebolista brasileiro que atuava como atacante.
Atualmente mora em São Paulo, empresário de jogadores, é agente FIFA e credenciado pela CBF. Raudinei ainda mantém suas raízes no Clube Atlético Juventus, onde é diretor de futebol e a sua esposa, a jornalista Cristina, assessora de imprensa.

## Carreira

### Inicio
Raudinei iniciou sua carreira nas equipes de base do Clube Atlético Juventus, em meados dos anos 1980, onde foi profissionalizado. Fez ótimas partidas no Juventus, despertando interesse pelos grandes clubes de São Paulo, mas decidiu ir para a Europa.
No segundo semestre de 1987, foi vendido ao Porto de Portugal por 12 milhões de cruzados, e ajudou a agremiação a conquistar a Copa e a Liga de Portugal.
Se transferiu ao Deportivo La Coruña da Espanha, que na época se encontrava na segunda divisão do cenário nacional, sendo um dos primeiros brasileiros da história do clube. Disputou 68 partidas pelo clube, nas duas temporada que defendeu o time de Coruña entre 1988 e 1990, e marcou 17 gols.

### Retorno ao Brasil
Depois de cinco anos no exterior, voltou para o Brasil para defender as equipes, do Guarani Futebol Clube em 1992 e o Santo André em 1993. Na equipe do ABC, ele teve um começo arrasador com cinco gols nas primeiras rodadas do Paulistão de 1994, mas se desentendeu com um diretor.
Não ficou aqui por muito tempo, retornando para a Europa no ano seguinte.

### Volta a Espanha
Retornando a Espanha, foi para o Club Deportivo Castellón, mas em pouco tempo estava de volta ao Brasil.

### Bahia - Eterno Ídolo
No Bahia, em 7 de agosto de 1994, diante de um público de mais de 100 mil torcedores, o número 15 Raudinei saiu do banco de reservas, no intervalo da partida, para ser o eterno ídolo Tricolor, ao marcar o gol do bicampeonato baiano num Ba-Vi aos 46 minutos do 2° tempo, empatando a partida em um a um e tornando-se herói da torcida.
Em 2007, foi lançado o livro "Raudinei aos 46: um gol que entrou para a história do Bahia", que relata este feito.
Raudinei já tinha um pré-contrato assinado para atuar em um time da Arábia Saudita, mas mudou de ideia após este gol.

### Ida ao Japão
Depois do sucesso no Bahia, resolveu ter novas experiências no Continente Asiático, desta vez no Kyoto Purple Sanga do Japão, ficando apenas uma temporada, retornando em 1997, aos 32 anos de idade para o Juventus.

### Final da Carreira no Brasil
Durante dois anos e alguns meses Raudinei teve passagens por oito clubes, não conseguindo mais manter a sua regularidade. Iniciou 1999 pela Portuguesa Santista e posteriormente se transferiu para o Juventude, no qual venceu a Copa do Brasil de 1999. No mesmo ano, foi suspenso por três meses em 1999 defendendo o União São João de Araras, por seu exame anti-dopagem acusar a substância proibida EAA - Esteróides Androgênicos Anabólicos ou simplesmente anabolizantes; onde decidiu encerrar sua carreira de atleta profissional aos 34 anos.

## Títulos
Juventus
- Copa São Paulo de Futebol Júnior: 1985[18]
- Torneio Início Paulista: 1986[19]

FC Porto
- Campeonato Português: 1987/88[carece de fontes?]
- Taça de Portugal: 1987/88[carece de fontes?]

Bahia
- Campeonato Baiano: 1994[14]

Juventude
- Copa do Brasil: 1999[carece de fontes?]

## Família
Raudinei é casado com a jornalista Cristina Strutz Freire com quem tem um filho chamado Felipe.